# ونحب تاني ليه (مسلسل)
ونحب تاني ليه مسلسل مصري، من بطولة ياسمين عبد العزيز وشريف منير وكريم فهمي، من تأليف عمرو محمود ياسين ومن إخراج مصطفى فكري.

## القصة
تدور القصة حول غالية التي تتعرض لمشاكل مع زوجها المخرج المشهور - عبد الله - فينفصلا عن بعضهما، ثم تقابل مراد صدفة في أحد الحفلات ويعُجب بها فيحاول التقرب منها لكنها تخاف من خوض تجربة عاطفية فاشلة مرة أخرى.

## الممثلون
- ياسمين عبد العزيز: (غالية عبد الرحمن)
- شريف منير: (عبد الله الروبي)
- كريم فهمي: (مراد السويفي)
- سوسن بدر: (عائشة)
- إيهاب فهمي: (إيهاب السويفي)
- إسلام جمال: (عمر)
- تارا عماد: (يسرا)
- نينا مغربي
- عماد رشاد: (د. معتصم)
- ليلى عز العرب: (الجدة)
- وفاء سالم: (والدة مراد)
- علا رشدي: (نيڤين)
- إيمان السيد: (رائعة)
- بدرية طلبة: (أشجار)
- سمر مرسي: (ميرنا)
- كارولين عزمي: (هدير)
- محسن صبري: (جهاد السويفي)
- أحمد جمال سعيد: (عمرو)
- مصطفى حشيش: (كمال الورداني - ضيف شرف)
- سليمان عيد: (هيثم - ضيف شرف)